# Gravis
Gravis est une enseigne du groupe espagnol Inditex qui possède aussi les marques Massimo Dutti, Bershka, Pull and Bear, Stradivarius, mais aussi Oysho. 